# Адсорбционная хроматография
Адсорбционная хроматография — вид хроматографии, при которой разделение веществ, входящих в смесь и движущихся в потоке подвижной фазы, происходит за счёт их различной способности адсорбироваться и десорбироваться на поверхности адсорбента с развитой поверхностью, например, силикагеля. Процесс взаимодействия может сопровождаться химическим взаимодействием примесей с неподвижной фазой, то есть хемосорбцией.